# Lostine
Lostine est une municipalité américaine située dans le comté de Wallowa en Oregon.
Lors du recensement de 2010, sa population est de 213 habitants. Située sur la rivière Lostine, la municipalité s'étend sur 0,30 mille carré (0,78 km2).
Lostine devient une municipalité le 28 décembre 1903. Elle doit son nom à une localité du Kansas du même nom et est parfois surnommée « la ville perdue de Lostine » (en anglais : the lost town of Lostine) car elle se trouverait à environ cinquante kilomètres de son lieu d'implantation prévu.